# Somūmīteh
Somūmīteh (persiska: سمومیته, Somūmīyeh) är en ort i Iran.   Den ligger i provinsen Khuzestan, i den västra delen av landet, 600 km sydväst om huvudstaden Teheran. Somūmīteh ligger 12 meter över havet och antalet invånare är 104.
Terrängen runt Somūmīteh är mycket platt. Runt Somūmīteh är det ganska glesbefolkat, med 38 invånare per kvadratkilometer. Närmaste större samhälle är Sūsangerd, 12,0 km öster om Somūmīteh. Trakten runt Somūmīteh är ofruktbar med lite eller ingen växtlighet.